# マイクロバイオロジー
マイクロバイオロジー（Microbiology）は生化学、細胞生物学、分子生物学、発生生物学、生理学、病理学、進化学、遺伝学等を含む微生物学の全ての側面についての研究論文を収録する査読付き学術雑誌である。植物と微生物の相互関係、環境的、理論的な微生物学等も範疇としている。イギリスのレディングでSociety for General Microbiologyにより発行されている。
1947年にJournal of General Microbiologyとして創刊され、1994年にMicrobiologyに改名された。2005年時点での編集長はアイルランドトリニティ・カレッジのCharles J. Dormanである。
1997年以降の論文はPDF形式とテキスト形式でオンラインにより入手できる。現在は、印刷物が出た12ヶ月後にオープンアクセスになっており、また特別な重要性を持つ論文については印刷物の出版の前にアクセス可能になるものもある。
2007年のインパクトファクターは3.110である。